# Отрар
Отра́р (каз. Отырар), Тарбанд, Турарбанд, Турар, Фараб — до монгольского нашествия — один из крупнейших городов Средней Азии, ныне городище в Отырарском районе Туркестанской области Казахстана. Расположено в низовьях реки Арысь при впадении её в Сырдарью, в 10 км западнее железнодорожной станции Тимур, рядом с современным селом Талапты, в 57 км южнее города Туркестан, 120 км северо-западнее Шымкента.

## История Отрара

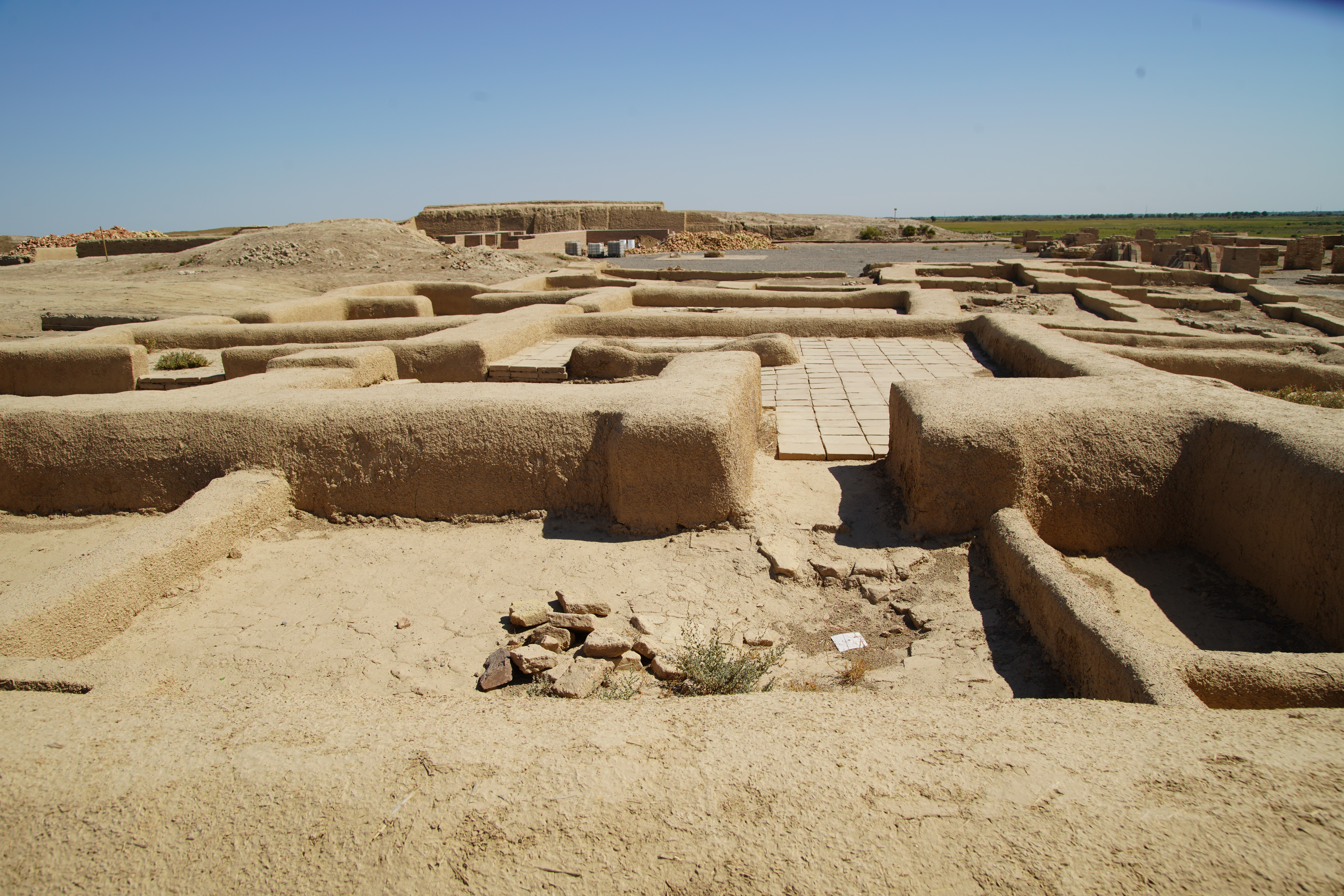
Отрар

К территории оазиса прилегают также городища Куйруктобе, Кокмардан, Алтынтобе, Мардан-Куик. Расцвет Отрарского оазиса приходится на период с I до XIII века нашей эры. Город был обитаем до начала XIX века.
В Отраре (Фарабе) находился один из монетных дворов династии Караханидов. В начале XIII века город Отрар вошёл в состав государства Хорезм. Есть вероятность, что Отрар был центром Фараба, на медных дирхемах хорезмшаха Ала ад-Дин Мухаммеда, изготовленных в Отраре в 1210—1211 годах, имеется надпись «Фараб», а на монетах его же собственного чекана 1216—1218 годов — «Отрар», перед которым помещено слово балад, означающее «город», или «страна, область».
В двухсоттысячном Отраре, выросшем на том месте, где река Арысь сливалась с Сырдарьей, обосновались ученые, мудрецы, искусные музыканты, предсказатели, ювелиры. В городе было большое медресе, базар, мастерская-кузница, гурт-хана (место, где распивали вино), баня, мечети, лавки, магазины. Во время монгольского нашествия городом правил Каир-хан, дядя хорезмшаха по материнской линии.

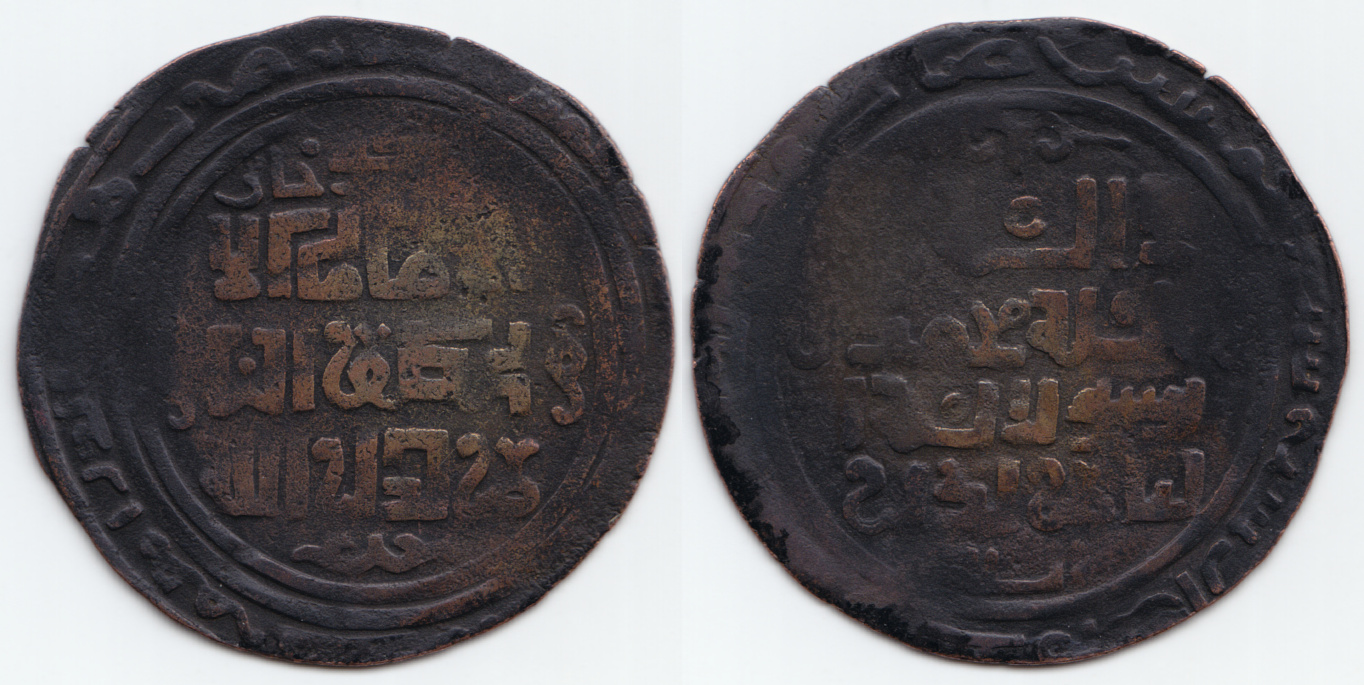
Медный дирхем, отчеканенный в Отраре в 1258—1259 гг. во времена хана Менгу. На круговой легенде надпись — بلد ﻩاﺘﺭار — страна (город) Отрар

По историческим данным, после того, как здесь были казнены послы Чингисхана, в 1219 году город был осажден монгольскими войсками под руководством сыновей Чингисхана. Осада продолжалась 6 месяцев. В городе начался голод и недовольство отказом идти на переговоры с монголами, однажды ночью кто-то из жителей города открыл ворота монголам. Захватившие после этого город монголы уничтожили значительную часть населения, оставшуюся забрали в рабство, сам город был сожжён и уничтожен. Предателя по имени Караджа, открывшего городские ворота, казнил лично Джучи. Каир-хана, который сражался до последнего, Чингис-хан не просто казнил. Чингис-хан был поражен смелостью и храбростью воина и посчитал, что просто казнить его — недостойная смерть. Чингисхан залил глаза и рот Каир-хана серебром.
В XV веке город был отстроен заново. В январе 1405 года в Отраре в начале своего похода на Китай умер Тамерлан. В период 1465 по 1718 годы — один из городов Казахского ханства. Был в числе разрушенных в 1723—1727 годах джунгарами городов. В начале XIX века был окончательно заброшен.
Отрар — родина многих учёных, отсюда вышли выдающийся средневековый математик и философ Аль-Фараби, астроном и математик Аббас Жаухари (совместно с Аль-Хорезми принимал участие в составлении астрономических таблиц), лингвист и географ Исхак Аль-Фараби. В Отраре жил и проповедовал известный суфист Арыстан-Баб, неподалёку от городища расположен мавзолей Арыстан-Баба (Арслан-Баб).
Тюркское название города упомянут Махмудом Кашгари (1029—1101) как Карачук. Древнетюркское название топонима Карачук состоит из прилагательного кара (чёрный) и диминутивного суффикса -чук.
Городище Отрар просуществовало около 2 тысяч лет. В XIX веке в городище началась засуха и оставшиеся жители начали покидать его, город стал заброшенным. Со временем город стал разрушаться и его руины на долгое время были забыты. Только после 1969 года начались археологические раскопки Отрарского городища. Большое количество его зданий городища представляли собой развалины, но археологам-исследователям удалось раскопать несколько кварталов, баню и мечети.

## Современное состояние

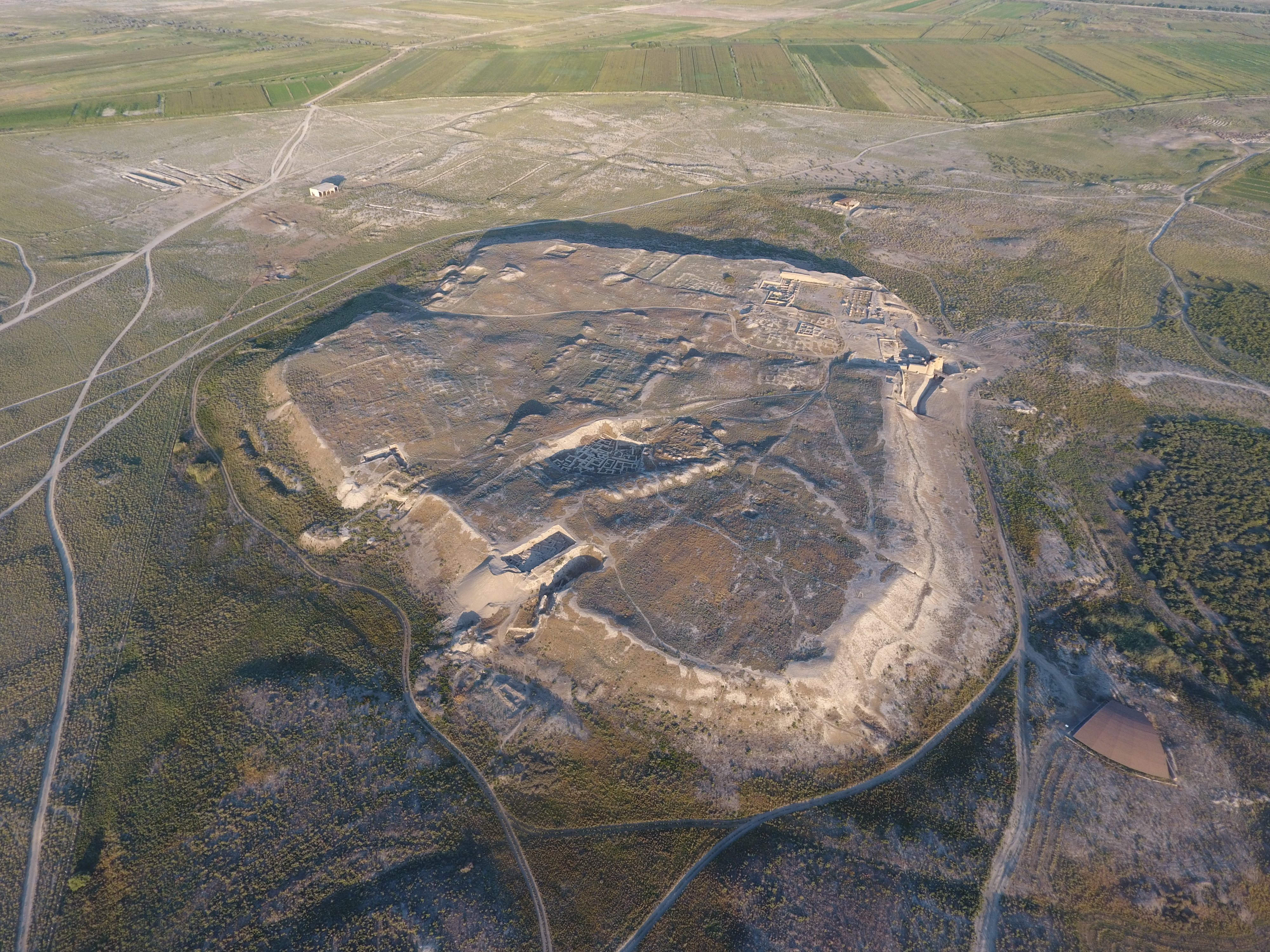
Вид на городище с воздуха

Высота основного бугра от подошвы — до 18 м, сохранились остатки городского рва. В 2001—2004 годах осуществлялся проект ЮНЕСКО, Казахстана и Японии «Консервация и сохранение древнего города Отрар». С 2004 года действует государственная программа «Возрождение древнего Отрара». Предполагается создание археологического музея под открытым небом.
Весомой проблемой, создающей угрозу разрушения археологических памятников, являются значительные температурные перепады в течение года и достаточно высокое количество осадков.

## Палеогенетика
У представителей отрарской культуры из могильника Коныр-Тобе (II—V века) определили митохондриальные гаплогруппы U5a1a1, I1c1, T2g1a, W3a1 и Y-хромосомные гаплогруппы L1a2 (L-M357), E1b1b1a1b1a (E-V13), J2a1h2 (J-L25).

## Память об Отраре
В современном Казахстане название «Отрар» является популярным: его носят кафе, гостиницы, фирменный поезд, телеканалы и т. д. В средствах массовой информации сообщается о поисках бесценной Отрарской библиотеки, которая якобы могла уцелеть после разрушения Отрара монголами.
В 1991 году в Казахстане был снят художественный фильм «Тень завоевателя, или гибель Отрара» (с русским дубляжем, сценарист и продюсер — А. Герман-старший).

Памятная казахстанская серебряная монета из серии «Монеты старых чеканов» (500 тенге)
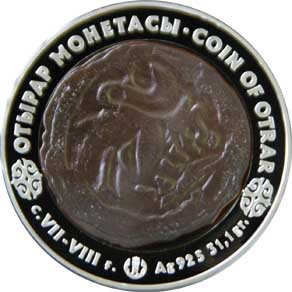
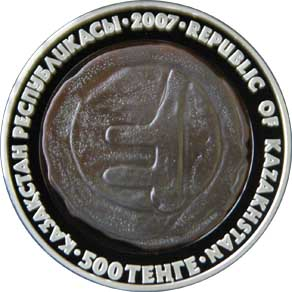